# Марьин, Кирилл Григорьевич
Кирилл Григорьевич Марьин  (1823-1860) — купец первой гильдии, меценат.

## Биография
Родился в семье пермского купца третьей гильдии Григория Алексеевича Марьина. Основным занятием  отца была торговля мануфактурными и продовольственными товарами в Перми и окрестных селах. Сыновья Григория Марьина, Василий, Андреян, Гаврила, Кирилл и Иван получили домашнее воспитание, и  продолжили дело отца. 
Самым известным успешным из братьев стал Кирилл Григорьевич, открывший бизнес в Забайкалье. Томский купец 3-й гильдии, с капиталом в 2,4 тыс. руб. сер. (1848). Селенгинский купец 1-й гильдии (с 1849). Основное занятие — торговля чаем. Оборот его торговых операций в Кяхте (главном центре русско-китайской торговли) составлял 112 тыс. руб. в 1850 г. и 375 тыс. — в 1860 г. Входил в число крупнейших поставщиков китайских товаров в Москву, на Ирбитскую и Макарьевскую ярмарки. По данным маклерской книги  Иркутска за 1855 г., заключил 17 контрактов на доставку 15 тысяч пудов груза. Один из основателей пароходства на Оби и Иртыше. В 1853 г. вошел в пароходную компанию, владеющую пароходами «Ермак» и «Основа» (с 1857 года она стала именоваться «Польза»). После ее распада в 1860 году вместе с И. С. Хаминовым основал новую пароходную компанию «Опыт». Часть капитала вкладывал в золотодобычу, образовав в 1855 году вместе с надворным советником И. С. Персиным, иркутскими купцами И. С. Хаминовым и М. В. Михеевым золотопромышленную компанию. Умер в 1860 году в расцвете предпринимательской карьеры.
По его завещанию Кирилла Григорьевича Марьина городу Перми был пожертвован капитал в 13 тысяч рублей для основания банка. На эти деньги  в Перми в 1863 году был основан первый банк, который стал называться Пермский городской общественный Марьинский банк. 
В указе об учреждении банка говорилось, что проценты с одной части капитала (10 тысяч рублей) пойдут на уплату податей за беднейших граждан Перми, а с другой части (3 тысяч рублей) – для раздачи бедным перед праздниками Рождества Христова и Святой Пасхи. Городские общественные банки открывались при местных городских думах и состояли под контролем городского общества, которое несло ответственность перед кредитором на случай несостоятельности банка. Директор и товарищи директора банка избирались из числа купцов: "известной честности и знаний по торговле исправляют служение из одного усердия к общественному благу, никакого жалованья за это не получая".
Первым директором банка стал младший из братьев Марьиных, Иван Григорьевич, который также получил статус купца 1-й гильдии, занимаясь торговлей мануфактурными товарами в гостином дворе. Иван Григорьевич был первым человеком в Перми, который застраховал свое имущество в обществе взаимного страхования от огня. И. Г. Марьин продолжил благотворительные дела старшего брата: он выполнял обязанности директора и казначея пермского попечительского комитета о тюрьмах, пожертвовал много средств в пользу церковных и богоугодных заведений, в течение 20 лет состоял старостой единоверческой церкви Святой Троицы. За благотворительную деятельность был награжден золотой медалью на Станиславской ленте, орденом св. Станислава 3-й степени, орденом св. Анны 3-й степени.
Другой брат Кирилла Григорьевича, Гаврила Григорьевич стал купцом 2-й гильдии и вел торговлю чаем и сахаром в собственном доме на Монастырской улице.

## Семья
Жена -Надежда Ивановна Марьина, вышла второй раз замуж после смерти супруга. 
Четыре дочери:   Ольга, Вера, Анна и Анастасия Кирилловы Марьины.  
Старшая дочь — Ольга Кирилловна Марьина, после брака Сниткина. Была женой брата Анны Григорьевны Достоевской.